# Cantó de Le Creusot-Est
El cantó de Le Creusot-Est és un cantó francès del departament de Saona i Loira, situat al districte d'Autun. Té 3 municipis i part del de Le Creusot.

## Municipis
- Le Breuil
- Le Creusot (part)
- Saint-Firmin
- Saint-Sernin-du-Bois

## Història
| Data d'elecció                           | Identitat          | Partit                                  | Qualitat |
| ---------------------------------------- | ------------------ | --------------------------------------- | -------- |
| 1945-1951                                | M. Bourguet        | Divers droite                           |          |
| 1951-1966                                | Jean Garnier       | RPF, després divers droite, després UNR |          |
| 1966-1973                                | M. Pretet          | RI                                      |          |
| 1973-1976                                | Henri Lacagne      | UDR                                     |          |
| 1976-2001                                | André Laffly       | PS                                      |          |
| 2001-                                    | Evelyne Couillerot | PS                                      |          |
| les dades anteriors no són pas conegudes |                    |                                         |          |
|                                          |                    |                                         |          |